# Nodirbek Abdusattorov
Nodirbek Abdusattorov  est un joueur d'échecs prodige ouzbek né le 18 septembre 2004 à Tachkent.  Grand maître international depuis 2018 (à treize ans), il a remporté le Championnat du monde d'échecs de parties rapides 2021 à dix-sept ans. 
Au 16 novembre 2024 il est le premier joueur ouzbek et le sixième joueur mondial avec un classement Elo de 2 777 points.

## Biographie et carrière

### Débuts
En 2012, Abdusattorov remporte le championnat du monde d'échecs de la jeunesse dans la catégorie des moins de 8 ans.
En 2014, à neuf ans, il bat deux grands maîtres internationaux, Andreï Jyhalka et Rustam Khusnutdinov, lors du 8e tournoi en hommage à Gueorgui Agzamov, devenant une des plus jeunes personnes à battre un grand maître en partie classique,.
Il obtient le titre de maître international en 2017. En octobre 2017, il réalise la dernière norme nécessaire pour le titre de grand maître international qui lui est décerné par la fédération internationale en avril 2018,.

### Coupes du monde
En 2021, Abdusattorov se qualifie pour le quatrième tour de la coupe du monde d'échecs.
| Année | Lieu            | Résultat       | Ultime adversaire | Adversaires battus                               |
| ----- | --------------- | -------------- | ----------------- | ------------------------------------------------ |
| 2019  | Khanty-Mansiïsk | premier tour   | Maksim Matlakov   |                                                  |
| 2021  | Sotchi          | quatrième tour | Vasif Durarbayli  | Mohamad Ervan, Aravindh Chithambaram, Anish Giri |
| 2023  | Bakou           | deuxième tour  | Vahap Şanal       | (exempt au premier tour)                         |

En 2021, il remporte le deuxième tournoi open El Llobregat à Barcelone avec 7 points sur 9 et l'open Sunway de Sitges (après des parties de départage) avec  8 points sur 10.

### Champion du monde de parties rapides (2021)
Le 28 décembre 2021, il remporte le Championnat du monde d'échecs de parties rapides 2021 en battant Ian Nepomniachtchi en match de départage, devenant ainsi le plus jeune champion du monde d'échecs (toutes cadences confondues). Lors de ce championnat, il aura battu Fabiano Caruana et Magnus Carlsen.
En  juin 2022, il remporte l'open de Charjah au départage devant Saleh Salem.
En août 2022, il remporte l'Olympiade de Chennai en Inde : médaille d'or par équipe avec l'équipe d'Ouzbékistan et médaille d'argent individuelle au premier échiquier devant Magnus Carlsen.
Le 19 janvier 2023, lors de la cinquième ronde du tournoi Tata Steel de Wijk aan Zee,  Abdusattorov bat le champion du monde Magnus Carlsen, huit fois vainqueur à Wijk aan Zee, avec les noirs. Cet exploit le propulse en tête du classement du tournoi. Lors de la dernière ronde, il perd sa partie avec les blancs contre le Néerlandais Jorden van Foreest (vainqueur du tournoi en 2021) et finit deuxième du tournoi, ex æquo avec Magnus Carlsen, derrière Anish Giri.

### Compétitions par équipe
En août 2022, Abdusattorov remporte l'Olympiade de Chennai en Inde : médaille d'or par équipe avec l'équipe d'Ouzbékistan et médaille d'argent individuelle au premier échiquier devant Magnus Carlsen.
Il obtient deux nouvelles médailles à l'Olympiade d'échecs de 2024 : le bronze pour l'Ouzbékistan et la médaille d'argent individuelle au premier échiquier.